# Kadapalakere, Pavagada
Kadapalakere là một làng thuộc tehsil Pavagada, huyện Tumkur, bang Karnataka, Ấn Độ.